# Josef Konšel
Josef Konšel (20. března 1875 Určice – 18. července 1958 Velká Bystřice) byl český katolický kněz, lesník, vysokoškolský pedagog, děkan a rektor Vysoké školy zemědělské v Brně.

## Život
Po bohosloveckém studium v Olomouci byl vysvěcen na kněze 1. srpna 1897 v Olomouci. Obor lesnictví studoval na vídeňské vysoké škole zemědělské ve Vídni. V roce 1919 byl jmenován lesním radou a spravoval veškeré arcibiskupské lesy. Po dvacetileté praxi byl přijat na brněnskou lesnickou fakultu jako profesor lesní těžby v roce 1923. V roce 1928 a 1932 byl zvolen děkanem a v roce 1933 až 1934 byl rektorem a prorektorem Vysoké školy zemědělské v Brně. Patří mezi zakladatele novodobé české školy zakládání a pěstění lesa a je uznávaným mezinárodním odborníkem. Jeho vrcholným životním dílem je Naučný slovník lesnický.

## Galerie

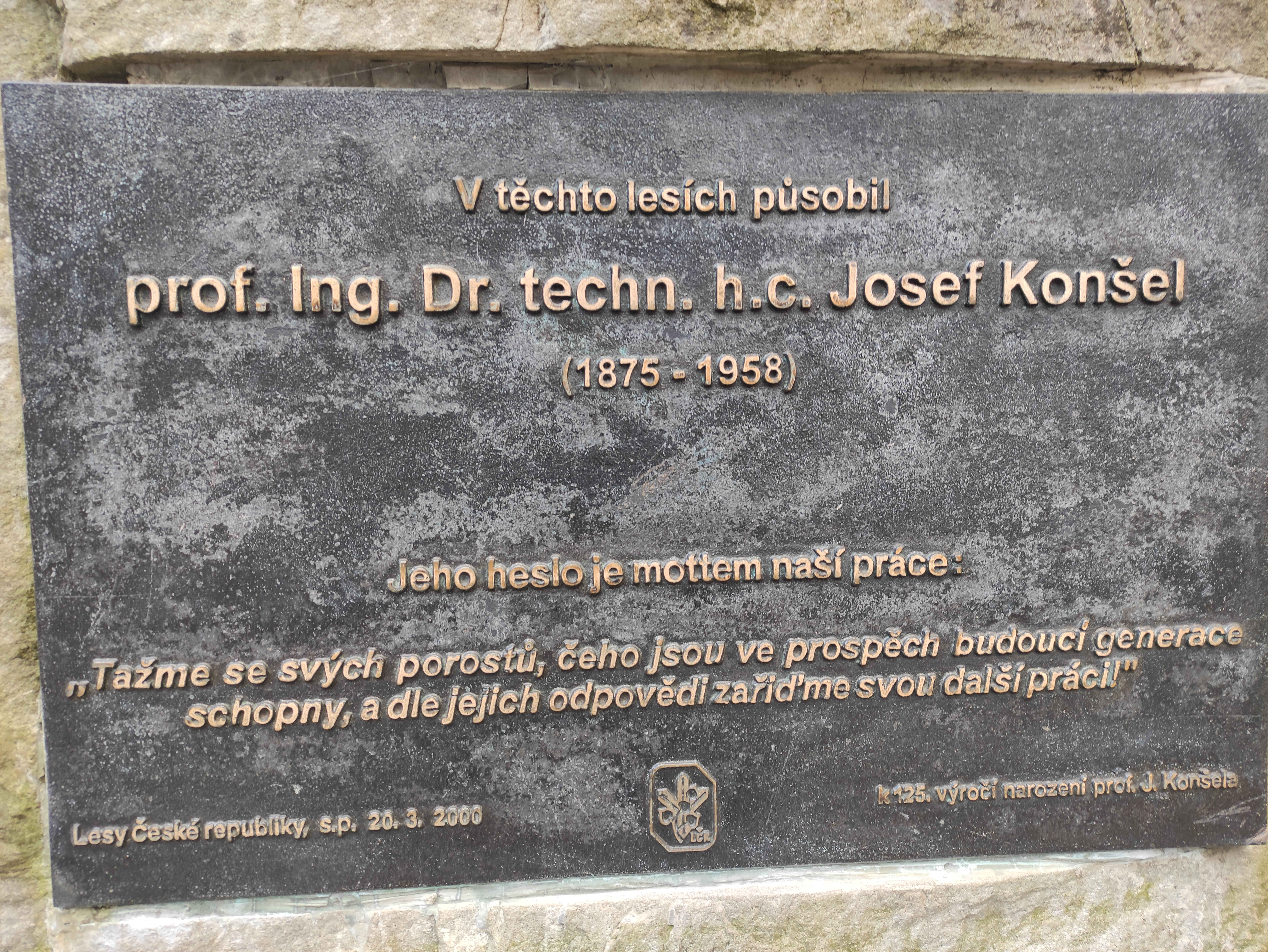
Památník Josefa Konšela
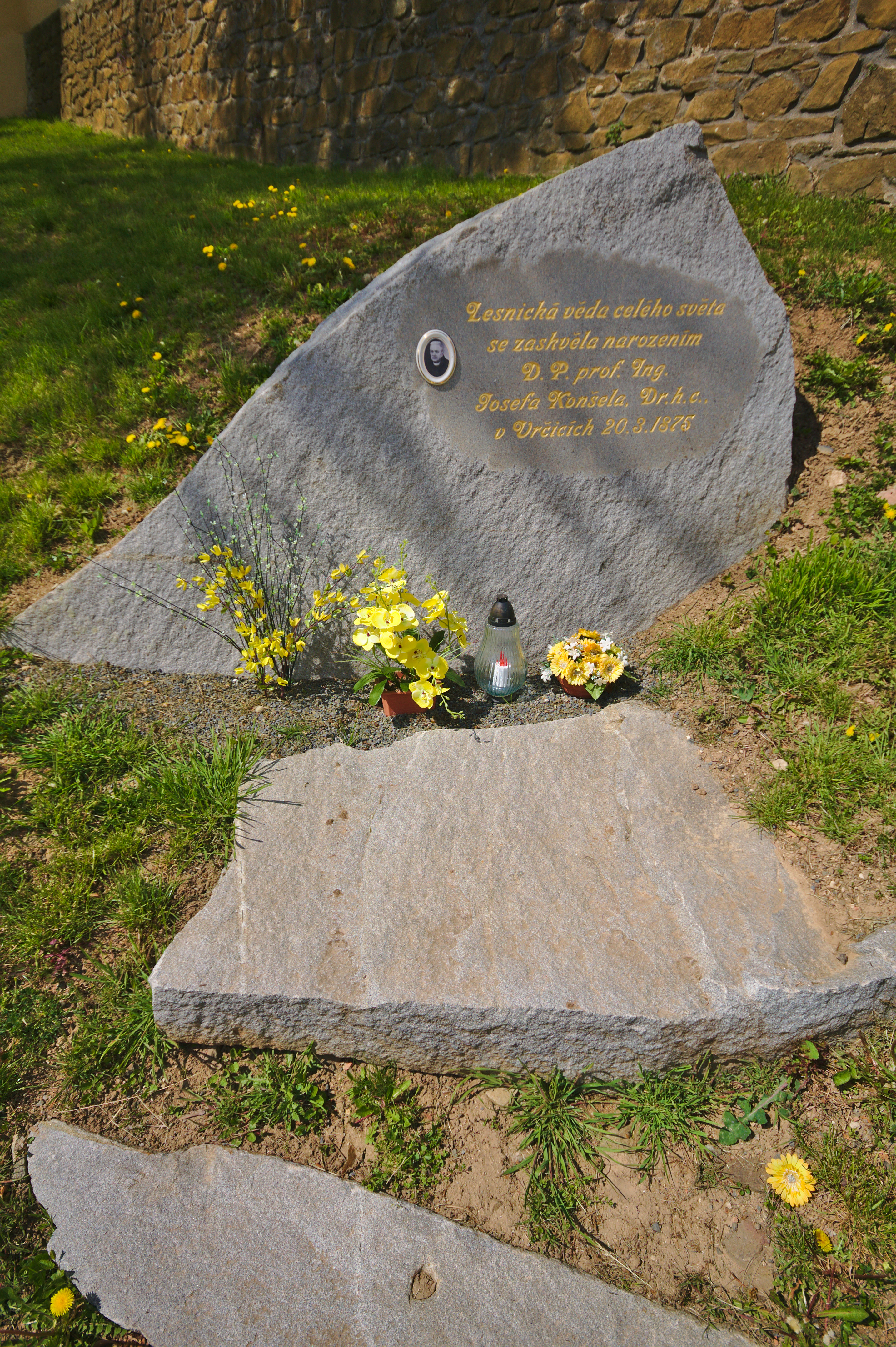
Plaketa v Určicích
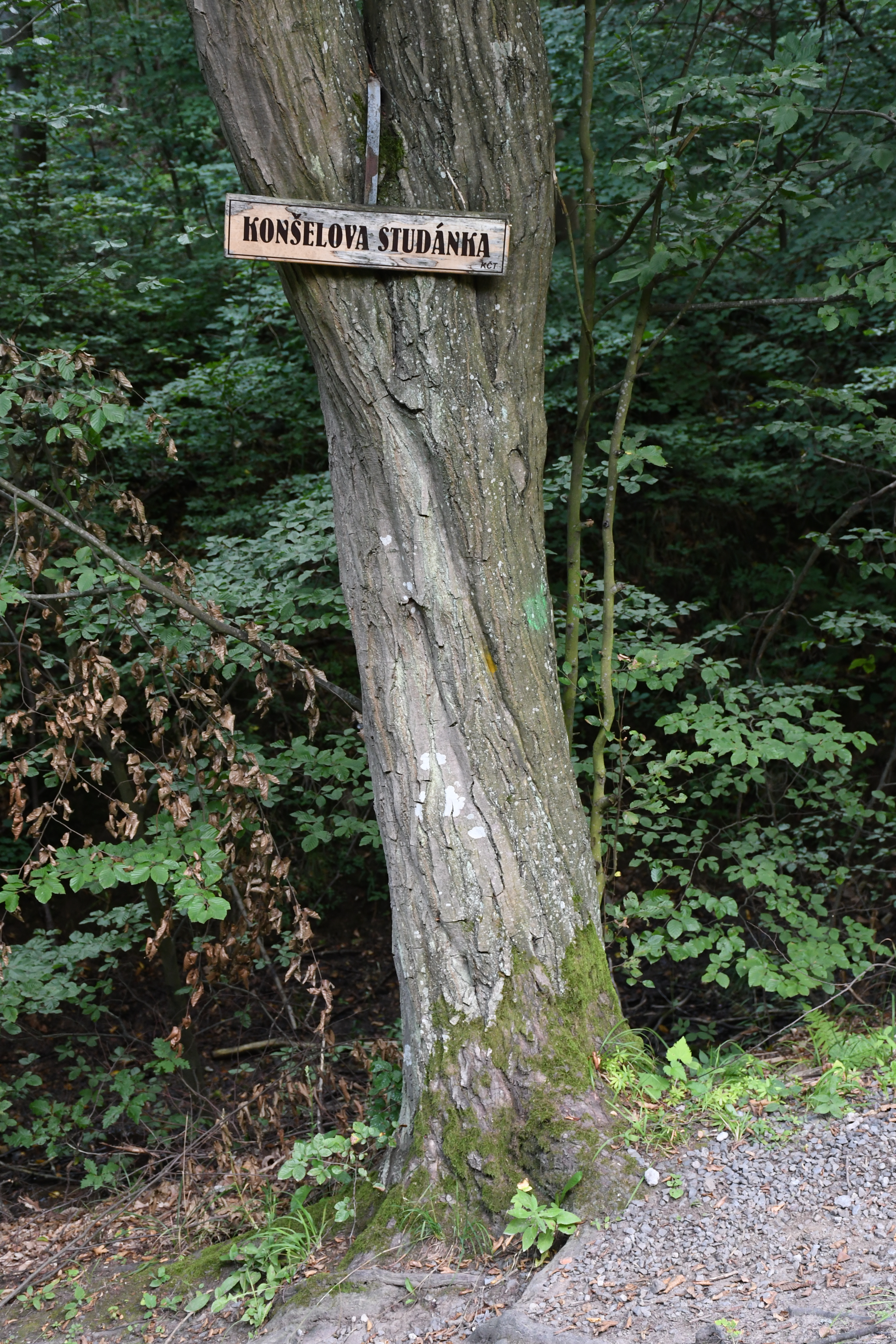